# Platypolia medialis
Platypolia medialis là một loài bướm đêm trong họ Noctuidae.